# Epizeuxis julia
Epizeuxis julia là một loài bướm đêm trong họ Noctuidae.